# John Cartwright
John Cartwrigt, född 17 september 1740 och död 23 september 1824, var en brittisk politiker och författare. Bror till uppfinnaren Edmund Cartwright.
Cartwright var ursprungligen sjöofficer men tog avsked på grund av sina sympatier med de nordamerikanska koloniernas frihetskamp. Han ägnade sig därefter åt politiskt författarskap och verkade i synnerhet för en parlamentsreform, och sympatiserade med de spanska och grekiska upproren och skrev broschyrer i dessa frågor. Cartwright framträdde aldrig som praktisk politiker, men genom sin agitation skapade han opinion och beredde vägen för parlamentsreformen i Storbritannien.